# Josep Maria Ros i Vila
Josep Maria Ros i Vila (Barcelona, 2 de novembre de 1899 - 22 d'agost de 1993) fou un arquitecte català. Fill de l'industrial Josep Ros i Casanovas i Neus Vila i Soler. Net de l'arquitecte Francesc de Paula Vila i March.
Es llicencià el 19 d'octubre de 1924 a l'Escola d'Arquitectura de Barcelona i començà a treballar a l'estudi de Salvador Valeri i Pupurull. L'any 1940 fou nomenat arquitecte municipal de Cardedeu, delegat de la Direcció General d'Arquitectura i degà del Col·legi Oficial d'Arquitectes de Catalunya i Balears, càrrec que ocupà fins a l'any 1954.

## Obres arquitectòniques destacades

### Obra nova
- Capella de Sant Bernat de Menthon al municipi de Montseny de 1952.[2]
- Mare de Déu de les Neus (la Molina) de 1926 al municipi d'Alp.[3]
- Diverses torres d'estiueig a Cardedeu.[4]

### Restauracions i ampliacions
- Edifici de l'Ajuntament de Puigcerdà.[5]
- Fàbrica Sanesteve de Cardedeu.[6]
- Fàbrica Borrás de Cardedeu.[6]